# Steinberg Media Technologies
Pour les articles homonymes, voir Steinberg.
Steinberg est une société allemande créée par Karl Steinberg dans les années 1980 élaborant et commercialisant des logiciels spécialisés dans la production audio-numérique musicale. Son propriétaire actuel est Yamaha Music Europe.
Elle édite notamment les logiciels musicaux suivants :
- Cubase
- Dorico
- Nuendo
- WaveLab
- Sequel
- SpectraLayers (en)

Elle est à l'origine des normes suivantes :
- Audio Stream Input/Output (ASIO) : pilote informatique optimisé pour les fabricants de carte son afin de réduire la latence ;
- Virtual Studio Technology (VST) : format de Plug in, permet d'ajouter des effets et traitements aux logiciels compatibles VST ainsi que des instruments virtuels (VSTi) ;
- ReWire : protocole créé pour pouvoir utiliser Cubase avec Reason ;
- VST Link System : augmente la puissance de calcul en synchronisant plusieurs ordinateurs en réseau et permet de la sorte le travail collaboratif ;
- VST Sound : format de fichier pour centraliser l'accès aux fichiers média (les presets, les vidéos, les instruments, les boucles, le MIDI…). C'est une base de données multimédia ultra rapide, dotée d'options de recherche et de catégorisation extensives. Il est utilisé avec le gestionnaire de Steinberg MediaBay ;
- FX Teleport : permet d'utiliser les Plug in VST (effets VST et instruments VSTi) en réseau.